# Малък сив лемур джудже
Малък сив лемур джудже (Cheirogaleus minusculus) е вид бозайник от семейство Лемури джуджета (Cheirogaleidae).

## Разпространение и местообитание
Разпространен е в Мадагаскар.